# 奥尔齐韦基
奥尔齐韦基（義大利語：Orzivecchi），是意大利布雷西亚省的一个市镇。总面积9平方公里，人口2479人，人口密度275.4人/平方公里（2009年）。国家统计（ISTAT）代码为017126。